# José Gutiérrez Fernández
José Gutiérrez Fernández (* 1958 in El Salto, Jalisco; † 29. März 2017 ebenda), auch bekannt unter dem Spitznamen El Pelón (spanisch für „Die Glatze“), war ein mexikanischer Fußballspieler, der in der Regel als linker Außenverteidiger agierte. Er spielte seit den späten 1970er Jahren für den Club Deportivo Guadalajara, mit dem er in der Saison 1986/87 die mexikanische Meisterschaft gewann. 
José Gutiérrez Fernández ist auch als José Gutiérrez Jr. bekannt; denn er ist der Sohn des gleichnamigen José Gutiérrez, der ebenfalls den Spitznamen „El Pelón“ trug. Vater José Gutiérrez spielte auch für den Club Deportivo Guadalajara und stand anschließend beim Stadtrivalen Club Deportivo Oro unter Vertrag.

## Erfolge
- Mexikanischer Meister: 1986/87